# BMK Uddevalla
BMK Uddevalla är en motocrossklubb bildad 1926 under namnet Bohusläns Motor Klubb. Klubben är ansluten till Svenska Motorcykel- och Snöskoterförbundet (SVEMO) och arrangerar motocrosstävlingar på Glimmingebanan utanför Uddevalla samt sedan flera år en årlig VM-deltävling i Motocross. Den tidigare världsmästaren Håkan Andersson som vann 250cc 1973 har varit medlem i klubben.
Under många år arrangerade föreningen också ett backlopp i Dynamitbacken.